# Bressler-Enhaut-Oberlin
Bressler-Enhaut-Oberlin fue un lugar designado por el censo ubicado en el condado de Dauphin en el estado estadounidense de Pensilvania. En el año 2000 tenía una población de 2,809 habitantes y una densidad poblacional de 1,872.7 personas por km².

## Geografía
Bressler-Enhaut-Oberlin se encuentra ubicado en las coordenadas 40°13′57″N 76°49′9″O / 40.23250, -76.81917.

## Demografía
Según la Oficina del Censo en 2000 los ingresos medios por hogar en la localidad eran de $33,191 y los ingresos medios por familia eran $37,997. Los hombres tenían unos ingresos medios de $30,710 frente a los $25,820 para las mujeres. La renta per cápita para la localidad era de $16,373. Alrededor del 11.9% de la población estaba por debajo del umbral de pobreza.